# پون ده آر
پون ده آر (فرانسوی: Pont des Arts‎) یک پل عابر پیاده بر روی رود سن در شهر پاریس، فرانسه است.
این پل قوسی که در ابتدا در سال ۱۸۰۴ میلادی ساخته شده است مابین سال‌های ۱۹۸۱ تا ۱۹۸۴ در زمان تصدی شهرداری پاریس توسط ژاک شیراک مورد بازسازی قرار گرفت. پل پون ده آر به دلیل صدها قفل عشقی که به بدنه آن زده شده شناخته می‌شود و یکی از جاذبه‌های گردشگری پاریس محسوب می‌شود.

## نگارخانه

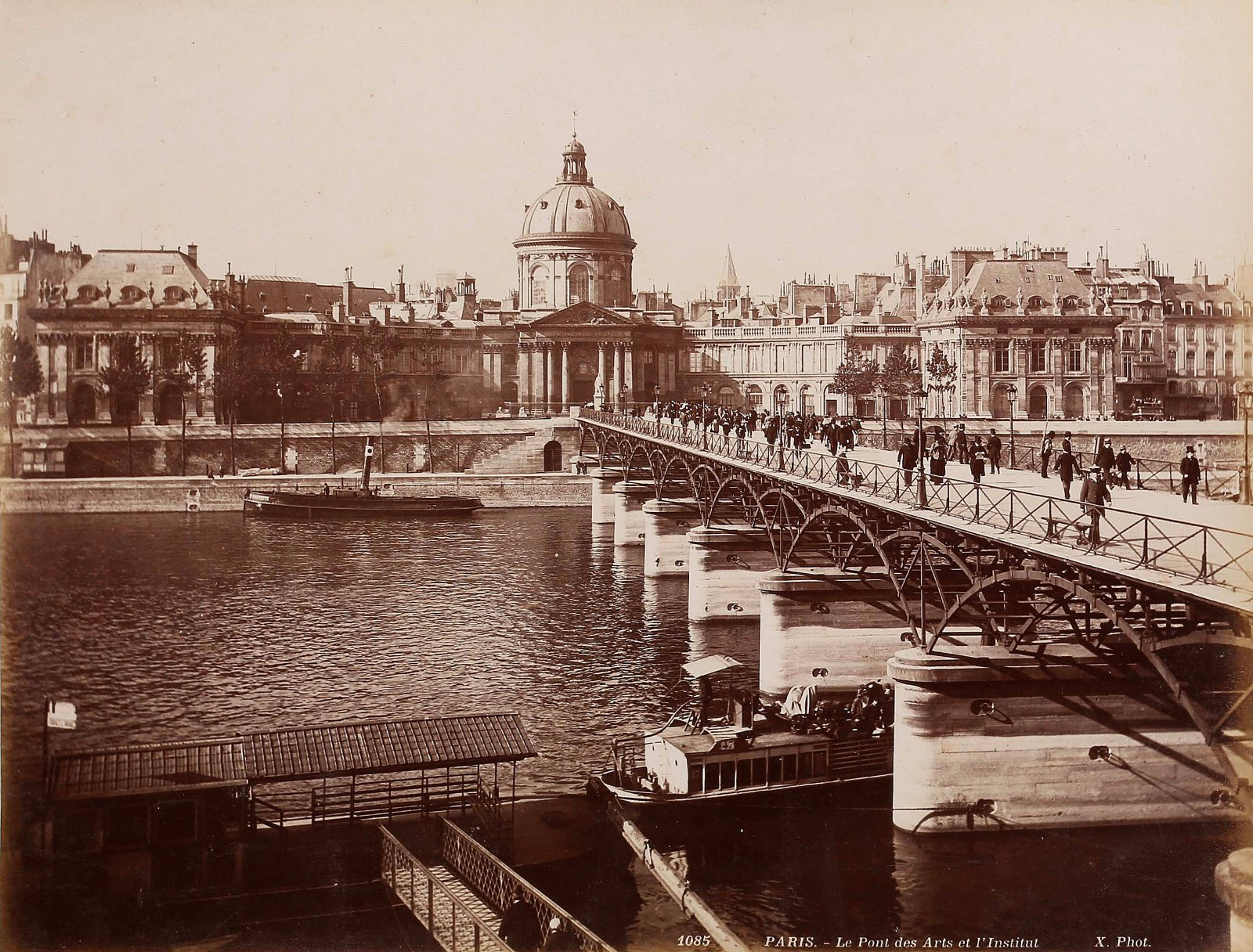
۱۸۸۷
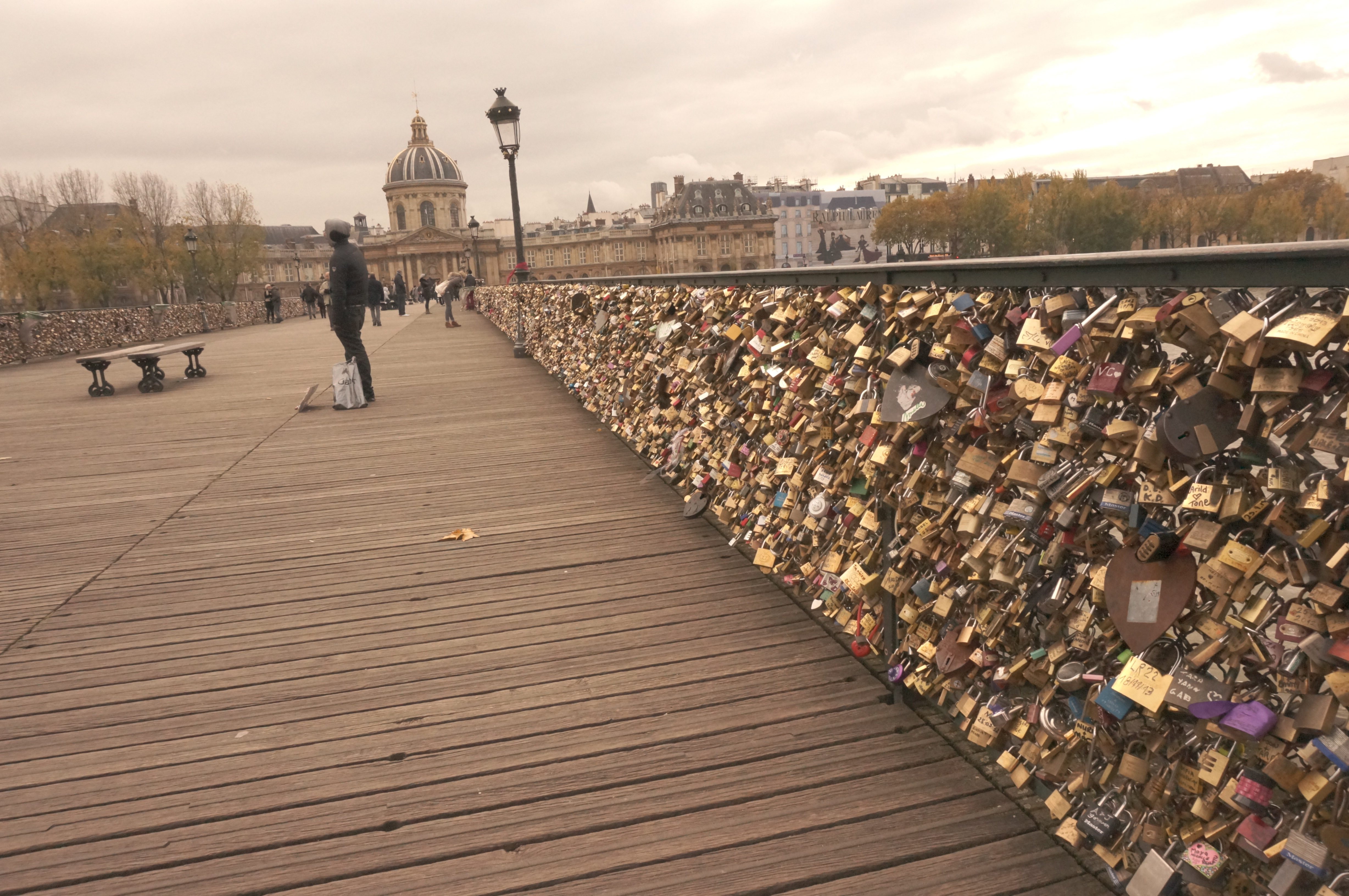
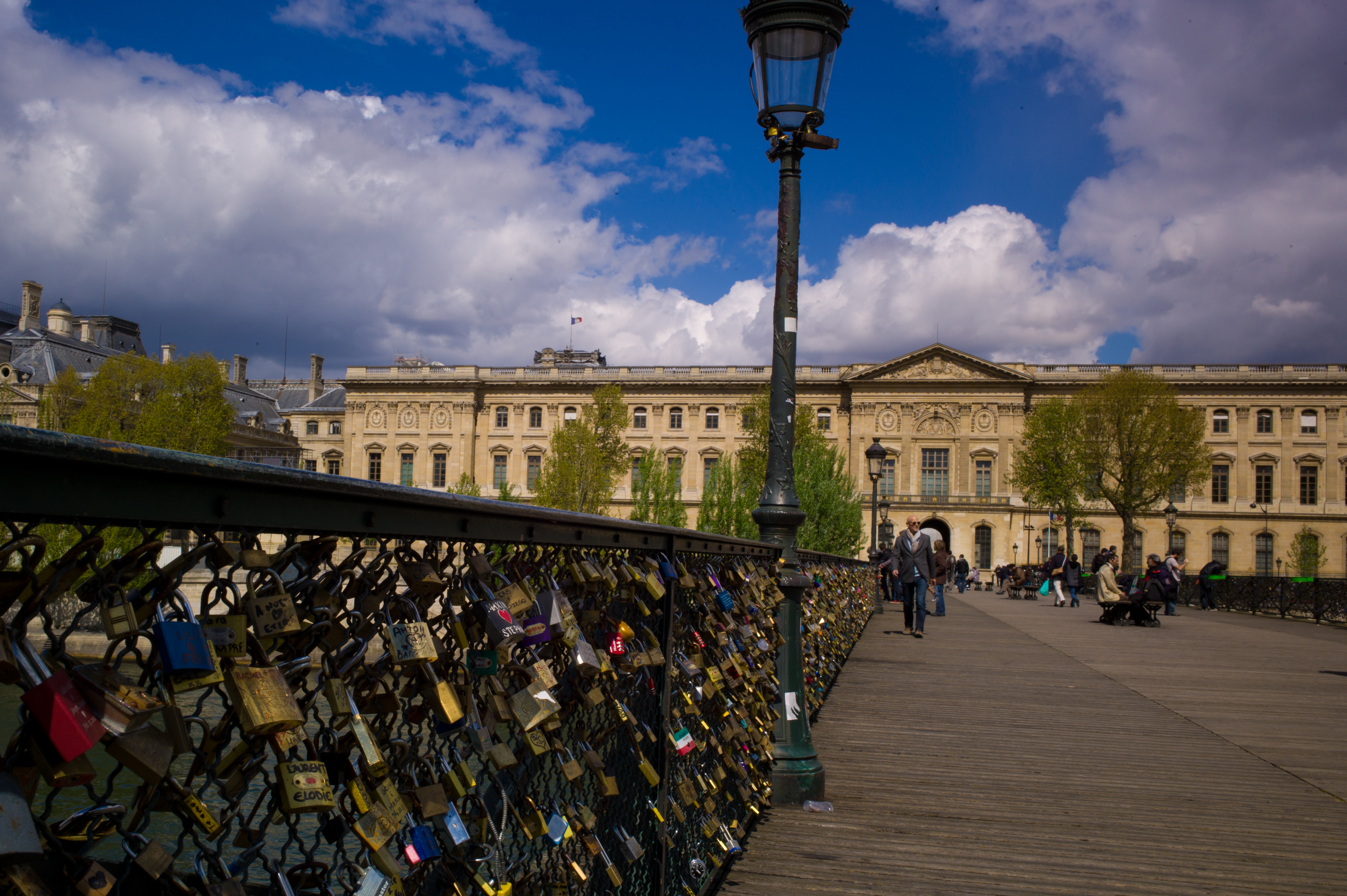